# Screamo

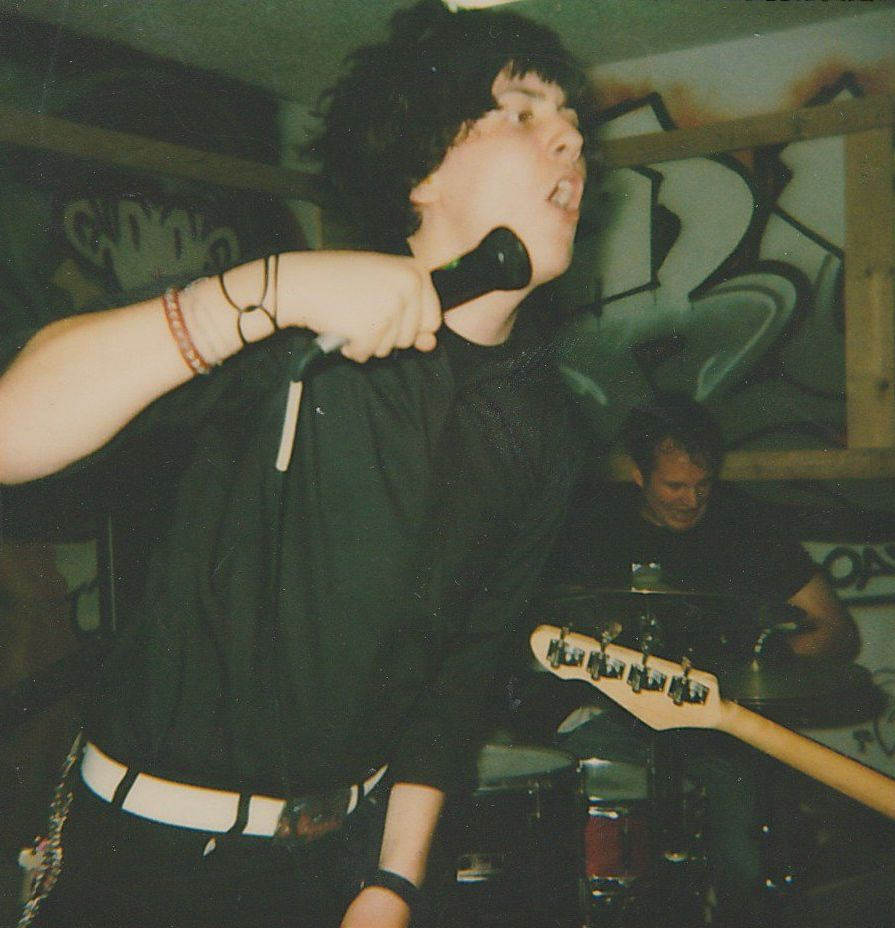
Orchid, jeden z pionierów gatunku screamo

Screamo – gatunek muzyczny, agresywna odmiana emo, rozwijana od początku lat 90. XX wieku. Screamo często kojarzone jest z emo violence, ze względu na powiązania z muzyką power violence.
Charakterystyczny dla screamo jest krzyczany wokal (w niektórych przypadkach przeplatany melorecytacją), szybkie partie perkusji (często oparte na tzw. blastach) oraz przeszywające partie gitar, ale występują też akustyczne partie lub całe piosenki grane na minimalnym przesterze.